# Myrioblephara transcendens
Myrioblephara transcendens là một loài bướm đêm trong họ Geometridae.